# Condor
Condor (títol original en italià, en català, Còndor) és una òpera en tres actes amb música d'Antônio Carlos Gomes i llibret en italià de Mário Canti. Es va estrenar al Teatro alla Scala de Milà el 21 de febrer de 1891.